# Дистанционно-наследуемый граф
В теории графов дистанционно-наследуемый граф (или вполне сепарабельный граф)  — это граф, в котором расстояния в любом связном порождённом подграфе те же самые, что и в исходном графе. Таким образом, любой порождённый подграф наследует расстояния большего графа.
Дистанционно-наследуемые графы были названы и впервые изучались Говоркой (Howorka) , хотя для эквивалентного класса графов было уже в 1970 показано Олару и Саксом (Olaru, Sachs), что класс содержит совершенные графы.
Уже некоторое время было известно, что дистанционно-наследуемые графы составляют класс графов пересечений, но модель пересечения не была известна, пока её не дали Иоан и Пауль (Gioan, Paul 2012).

## Определение и описание
Оригинальное определение дистанционно-наследуемого графа  — это граф G, такой, что, если любые две вершины u и v принадлежат связному порождённому подграфу H графа G, то некоторый кратчайший путь, соединяющий u и v в G, должен быть в подграфе H, так что расстояние между u и  v в  H будет тем же самым, что и в G.
Дистанционно-наследуемые графы могут быть описаны несколькими другими эквивалентными способами:
- Это графы, в которых любой порождённый путь является кратчайшим.
- Это графы, в которых любой цикл длины по меньшей мере пять имеет две или более диагоналей и в которых любой цикл длины в точности пять имеет по меньшей мере одну пару пересекающихся диагоналей.
- Это графы, в которых любой цикл длины пять и более имеет по меньшей мере одну пару пересекающихся диагоналей.
- Это графы, в которых для любых четырёх вершин u, v, w и x по меньшей мере две из трёх сумм расстояний d(u,v)+d(w,x), d(u,w)+d(v,x) и d(u,x)+d(v,w) равны.
- Это графы, в которых нет изометрических подграфов любого цикла длины пять и более или любого из трёх других графов: 5-цикла с одной хордой, 5-цикла с двумя непересекающимися хордами и 6-цикла с хордой, соединяющей противоположные вершины.

Три операции, с помощью которых можно построить любой дистанционно-наследуемый граф.

- Это графы, которые могут быть созданы из одной вершины с помощью последовательности трёх операций (показанных на иллюстрации):
  1. Добавление новой висячей вершины, соединённой одним ребром с существующей вершиной графа.
  2. Замена любой вершины графа парой вершин, каждая из которых имеет тех же соседей, что и удалённая вершина. Новая пара вершин называется двойняшками.
  3. Замена любой вершины графа парой вершин, каждая из которых имеет тех же соседей, что и удалённая вершина, включая другую вершину из пары. Новая пара вершин называется близняшками.
- Это графы, которые могут быть полностью разложены на клики и звёзды (полные двудольные графы K1,q) с помощью расщепляющей декомпозиции[англ.]. В таком расщеплении получают разложения графа на два подмножества, такие, что разбивающие рёбра, образующие полный двудольный подграф, формируют два меньших графа путём замены каждой стороны двудольного графа на вершины с рекурсивным расщеплением этих двух подграфов[6].
- Это графы, которые имеют единичную ранговую ширину, где ранговая ширина графа определяется как минимум максимального ранга по всем иерархическим делениям вершин среди определённых подматриц матрицы смежности графа, определённых делением[7].

## Связь с другими семействами графов
Любой дистанционно-наследуемый граф является совершенным, точнее, вполне упорядочиваемым графом. Любой дистанционно-наследуемый граф является также чётным графом, графом, в котором любые два пути между одной и той же парой вершин имеют одновременно либо чётную длину, либо нечётную. Любая чётная степень дистанционно-наследуемого графа G (то есть граф G2i, образованный соединением пар вершин на расстоянии, не превосходящем 2i в G) является хордальным графом.
Любой дистанционно-наследуемый граф может быть представлен как граф пересечений хорд в окружности, то есть как круговой граф. Это можно показать путём построения графа с помощью добавления висячих вершин, «двойняшек» и «близняшек», формируя при этом на каждом шаге набор хорд представляющего графа. Добавление висячей вершины соответствует добавлению хорды рядом с концом существующей хорды так, что новая хорда будет пересекать только эту хорду. Добавление «двойняшки» соответствует замене хорды двумя параллельными хордами, пересекающими один и тот же набор хорд. Добавление «близняшки» соответствует замене хорды двумя почти параллельными пересекающимися хордами, которые пересекают один и тот же набор других хорд.
Дистанционно-наследуемый граф является двудольным тогда и только тогда, когда в нём нет треугольников. Двудольный дистанционно-наследуемый граф можно построить из единственной вершины путём добавления только висячих вершин и «двойняшек», поскольку любая «близняшка» образует треугольник, а операции добавления висячей вершины и «двойняшек» сохраняют двудольность.
Графы, которые могут быть построены из единственной вершины путём добавления висячих вершин и создания «близняшек» без операции создания «двойняшек», являются специальными случаями птолеемевых графов и включают блоковые графы. Графы, которые могут быть созданы из единственной вершины с помощью создания «двойняшек» и «близняшек», но без добавления висячих вершин, — это кографы, которые являются, таким образом, дистанционно-наследуемыми. Кографы  — это в точности несвязное объединение дистанционно-наследуемых графов с диаметром 2. Окрестность любой вершины дистанционно-наследуемого графа является кографом. Транзитивное замыкание ориентированного графа, образованного выбором любого набора ориентаций рёбер любого дерева, является дистанционно-наследуемым. Специальный случай, в котором дерево ориентировано в направлении от некоторой вершины, образует подкласс дистанционно-наследуемых графов, известный как тривиально совершенные графы, который также называется хордальными кографами.

## Алгоритмы
Дистанционно-наследуемые графы могут быть распознаны и разложены на последовательность висячих вершин и операций удвоения за линейное время.
Поскольку дистанционно-наследуемые графы совершенны, некоторые оптимизационные задачи могут быть решены за полиномиальное время, хотя эти задачи NP-трудны для более общих классов графов. Таким образом, можно за полиномиальное время найти максимальную клику или независимое множество в дистанционно-наследуемом графе или найти его оптимальную раскраску.
Поскольку дистанционно-наследуемые графы являются круговыми графами, они наследуют алгоритмы с полиномиальным временем для круговых графов. Например, можно определить за полиномиальное время древесную ширину любого кругового графа, а потому любого дистанционно-наследуемого графа.
Кроме того, кликовая ширина любого дистанционно-наследуемого графа не превосходит трёх . Как следствие, по теореме Курселя, для многих задач на этих графах существуют эффективные алгоритмы на основе динамического программирования.
Некоторые другие задачи оптимизации на дистанционно-наследуемых графах могут быть решены эффективно с помощью алгоритмов, специально разработанных для таких графов.
Как показали де Атри и Москарини, минимальное связное доминирующее множество (или, эквивалентно, остовное дерево с максимально возможным числом листьев) может быть найдено за полиномиальное время на дистанционно-наследуемых графах.
Гамильтонов граф или гамильтонов путь любого дистанционно-наследуемого графа может быть найден за полиномиальное время.